# Rio Butea
O Rio Butea é um rio da Romênia afluente do Rio Daiciţa, localizado no distrito de Iaşi.